# Sköldinge
Sköldinge – miejscowość (tätort) w Szwecji, w regionie administracyjnym (län) Södermanland (gmina Katrineholm).
Miejscowość położona jest w prowincji historycznej (landskap) Södermanland, ok. 14 km na wschód od Katrineholm przy drodze krajowej nr 55/57 w kierunku Flen. Przez Sköldinge przebiega magistrala kolejowa Västra stambanan.
W 2010 r. Sköldinge liczyło 604 mieszkańców.